# Jiří Markovič
Jiří Markovič (16. listopadu 1942 Boleradice – 20. října 2022) byl český kriminalista. Mezi jeho nejznámější případy patřili Ladislav Hojer a Jiří Straka. 
K policii nastoupil v roce 1964, na oddělení vyšetřování přišel v roce 1966. Od ledna 1977 nastoupil do odboru vyšetřování hlavního města Prahy. V roce 1986 se stal šéfem jednoho ze dvou oddělení vražd pražské policie („pražská mordparta“). Do důchodu odešel koncem roku 1999.

## Dílo
- Lovec přízraků: vraždy, které šokovaly republiku (nakl. Epocha, 2008; spolu Viktorínem Šulcem)
- Kriminalista: Legenda pražské mordparty deviantům na stopě (nakl. Epocha, 2015; spolu s Petrem Šámalem)

## Odraz v kultuře
Jiří Markovič je hlavní postavou kriminálního seriálu Metoda Markovič: Hojer, kde ho hraje Petr Lněnička. Premiéra minisérie proběhla v hlavní soutěži mezinárodního festivalu Serial Killer s jednoznačným oceněním od zahraniční poroty. Minisérie nejen sleduje proces vyšetřování a dopadení Ladislava Hojera, ale především nabízí pohled na specifický vztah mezi Hojerem a Markovičem.
Metoda Markovič: Hojer se stala vůbec první tuzemskou sérií, která v historii tohoto festivalu získala hlavní cenu za nejlepší seriál střední a východní Evropy.
Dne 8. 3. 2025 získal seriál Metoda Markovič - Hojer (TV Nova) několik cen Český lev při slavnostním předávání cen v Rudolfinu (Petr Uhlík, Petr Lněnička, nejlepší seriál).